# Аллар, Жозеф
Жозеф Аллар (фр. Joseph Allard; 1 февраля 1873 ― 14 ноября 1947) ― канадский скрипач и композитор. Иногда публиковал свои произведения под псевдонимом Maxime Toupin. Редко бывал на публике и большую часть своей жизни провёл как рыбак. После того, как его записи стали популярными, в Канаде получил прозвище Принц скрипачей.

## Детство
По данным одних источников, Аллар родился 1 февраля 1873 года в городе Вудленд, штат Мэн. По другим данным, он родился 1 июля 1873 года в Шатоге, Квебек. Его семья жила в Квебеке, когда тот был совсем маленьким. Отец Аллара играл на скрипке, и когда его сыну исполнилось девять лет, тот начал обучать его музыке. Аллар жил в Квебеке до шестнадцати лет, после чего переехал в Соединенные Штаты, где участвовал в музыкальных конкурсах.

## Творчество
Аллар путешествовал по Новой Англии, а также выступал в штате Массачусетс, Нью-Гемпшире, Род-Айленде и Коннектикуте. Во время своей поездки по США он встретил Алексину Кульяр, на которой женился. Шотландские и ирландские музыканты, которых он там повстречал на своём пути, научили его исполнять рил и жигу. Продолжал путешествовать и играть в США до 1917 года, после чего вернулся в Канаду и поселился недалеко от Монреаля. Аллар был одним из пяти скрипачей, который представляли Квебек на Всемирном конкурсе, проводимом в городе Льюистон, штат Мэн, в 1926 году, вместе с Джонни Буавен, А. С. Лаваллем, Медаром Бурже и Фердинандом Буавеном. В 1928 году заключил контракт с Victor’s Bluebird label и сделал ряд записей на грампластинках. Позднее записал ещё шесть под псевдонимом Maxime Toupin. Таким образом, Аллар стал одним из первых французских канадцев, который успешно занимался на поприще звукозаписи на коммерческой основе.

## Наследие
В 1976 году бывший ученик Аллара Жан Кариньян выпустил трибьют-альбом, посвящённый своему наставнику под названием Jean Carignan rend hommage à Joseph Allard. Кариньян начал работать с Алларом в 1926 году и в конце концов разучил основную часть его репертуара.